# کی-پاپ استار
کی-پاپ استار (انگلیسی: K-pop Star; کره‌ای: K팝 스타) یک برنامه تلویزیونی واقع‌نمای کره جنوبی است و در آن سه آژانس سرگرمی/استعدادیابی در کره جنوبی ادیشن‌های سراسری برای یافتن ستاره‌های بالقوه بعدی کی-پاپ برگزار می‌کنند. ادیشن‌های مقدماتی در سراسر جهان در آسیا، آمریکای شمالی، آمریکای جنوبی، اروپا و استرالیا برگزار می‌شود. برنده نهایی با کمپانی مورد نظر خود، باهم جایزه نقدی ۳۰۰ میلیون وون (تقریبا ۳۰۰٬۰۰۰ دلار آمریکا) دریافت می‌کنند، علاوه بر این دو وسیله نقلیه نو، فرصت‌هایی برای تبدیل شدن به مدل تبلیغاتی و بازیگری در درام‌ها و مزایای دیگر نیز به برنده داده خواهد شد.